# Stefano Colantoni
Stefano Colantoni (Rieti, 11 novembre 1962) è un ex cestista e allenatore di pallacanestro italiano.

## Palmarès
- Coppa Korać: 1

Sebastiani Rieti: 1979-80